# Лян Сичен
Лян Сичен (*梁思成, 20 квітня 1901 — 9 січня 1972) — китайський вчений, архітектор, педагог часів Республіки Китай та КНР.

## Життєпис
Походив з родини вчених. Син Лян Цічао, філософа, літератора, одного з лідерів ліберального реформаторського руху. Народився у Токіо у 1901 році. Після Сінхайської революції 1912 й повалення монархії Цін з батьками повернувся з японської еміграції до Пекіна, де в 1915 вступив до училища (з 1928 університет) Цинхуа, яке в 1923 закінчив з відзнакою. 1924 року перебирається до США, де поступив на факультет архітектури Пенсільванського університету. Там вивчення античної ордерної системи, пам'ятників європ. середньовіччя і Ренесансу включало відновлення креслень старовинних зруйнованих будівель або завершення планів недобудованих соборів, в чому він перевершив інших студентів.
У 1925 отримав від батька копію трактата «Інцзао фа-ши» Лі Цзє, що вплинув на все його життя. У 1927, ставши магістром, поїхав до Гарвардського університету вивчати історію архітектури, де познайомився з працями німецького дослідника Е. Бершманна і шведського мистецтвознавця О. Сирена.
У 1928 році одружився з Лі Хуейінь, однокурсницею з Пенсильванського університету. Після цього вирушив до Китаю. На шляху зробив велику подорож Європою для огляду архитектурних пам'ятників. Відразу після повернення на батьківщину отримав запрошення в Північно-Східний університет в Мукдені 9сучасне м. Шеньян), де отримав доручення створити і очолити перший в історії китайського педагогіки факультет архітектури.
За допомогою дружини і двох китайських архітекторів (випускників Пенсільванського університету) Лян Сичен створив програму навчання за методикою Поля Кре і організував архитектурну фірму. Він спроєктував головну будівлю університету і досліджував архітектуру розташованих біля Шеньяна могильних комплексів перших імператорів династії Цін. Ця діяльність припинилася в 1931 році, коли японські війська окупували північно-східні провінції Китаю.
У 1931 Лян Сичен перебрався до Пекіну, де став одним з керівників Товариства вивчення архітектури та будівництва Китаю (Чжунго ін-цзао сюеше). 1932 року він керував реставрацією Вень-юань-ге (文渊阁, Палата культурних глибин) в імператорському палаці Гугун. За допомогою пекінських майстрів Лян Сичен визначив багато сортів деревини, розібрався в деталях будівельних конструкцій, прийомах і послідовності будівництва, розшифрував правила цього положення. У 1930-х роках вирушає у численні експедиції, де на практиці досліджує старовинну китайську архітектуру. Вершиною пошуків тих років стало відкриття у липні 1937 року буддистського храму в монастирі Фогуанси, побудованого в 857 році. Цей пам'ятник, розташований глибоко в горах Утайшань північної частині провінції Шаньсі, простояв у хорошому стані понад тисячу років і, як припустив Лян Сичен, був найстаршою дерев'яною спорудою, доти знайденою в Китаї, і першим виявленою будівлею епохи Тан. Усі відкриття публікувалися в «Віснику Товариства». Будівлі докладним чином описувалися і ілюстрировались фотографіями та малюнками, в таблицях давалися пояснень англійською мовою. На 1941 рік Лі Сичен побував у 200 повітах 15 провінцій, дослідивши більш ніж 2000 пам'яток архітектурию.
В роки японо-китайської війни 1937—1945 років разом зчленами Товариства переїхав до м. Куньмін (провінція Юньнань), а потім до селища Лічжуан в передмісті Ібінь (провінція Сичуань), де збереглося скромна будівля Товариства, яке у 2006 році визнано національним культурним надбанням. Там він досліджував місцеві пам'ятники.
У 1945 році повернувся до Пекіна, де став деканом архітектурного факультуту університету Цинхуа. 1946 року з фінансових причин припинилася робота Товариства, а він як запрошений професор Єльського університету і почесний професор Принстонського університету вирушив до США. Крім викладання брав участь у розробці проєкту будівлі ООН разом з невеликою групою всесвітньо відомих архітекторів. Через хворобу дружини у 1947 році спішно повернувся додому.
У 1948 війська Чан Кайши в Пекіні і Тяньцзіні були оточені Національно-визвольною армією і запекло опиралися, внаслідок чого Мао Цзедун віддав розпорядження про обстріл обох міст. Дізнавшись про це, Лян Сичен написав йому листа із закликом не знищувати унікальні пам'ятки двох старовинних центрів культури. Одночасно звернувся до генерала чанкайшистів Фу Цзо-і, переконуючи його також не доводити справу до руйнування міст. Війська пішли без опору, Пекін і Тяньцзінь не постраждали.
У 1950 році за пропозицією уряду КНР очолив роботи з міського планування, реконструкції будівель. Водночас став урядовим консультантом з іноземних архітектурних питань. 1953 року вступив до демократичної партії Китаю. 1955 року померла дружина Лінь Хуейінь. 1959 року вступив до лав Комуністичної партії Китаю. 1962 року він вдруге оженився на — Лінь Чжу.
У роки «культурної революції» (1966—1976), коли почалося повсюдне знищення пам'яток старовини, Лян Сисен неодноразово вставав на їх захист. Це викликало цькування вченого, який помер у розпал «культурної революції» у 1972 році.

## Творчість
У 1932 році за результатами досліджень цінської архітектури написав книгу «Цин-дай ін-цзао цзе-лі» (清式營造則例, «Архітектурно-будівельні правила і приклади епохи Цін», було видано у Пекіні у 1934 році), де пояснив суттєві відмінності цінського будівельного трактату від сунського, а також в публікації в трьох номерах щоквартального «Вісника Товариства вивчення архітектури та будівництва Китаю» («Чжунго ін-цзао сюеше хуйкань») під назвою «Ін-цзао суань-ли» (營造算例, «Приклади архітектурно-будівельних розрахунків») присвячених архітектурі і будівництву відредагованих частин великої збірки рукописів «Цин-дай цзян-цзо цзе-ли» (清代匠作則例, «Правила і приклади ремісничої роботи епохи Цін»).
У 1942—1944 роках працював над «Історією китайської архітектури» («Чжунго цзяньчжу ші»), писав по-англійськи за допомогою дружини «Ілюстровану історію китайської архітектури» («A Pictorial History of Chinese Architecture»).
У 1963 закінчив роботу над коментованим текстом «Інцзао фа-ши» («Інцзао фа-ши чжу-ші» 營造法式註釋), але через «культурну революцію» її публікація університетом Цинхуа відбулася лише посмертно в 1980 році.